# Rio do Sabáo
Rio do Sabáo är ett vattendrag i Brasilien.   Det ligger i delstaten Paraná, i den södra delen av landet, 1 000 km söder om huvudstaden Brasília.
Trakten runt Rio do Sabáo består till största delen av jordbruksmark. Runt Rio do Sabáo är det mycket glesbefolkat, med 7 invånare per kvadratkilometer.